# Marzio Innocenti
Marzio Innocenti (Livorno, 4 de septiembre de 1958) es un exjugador, exentrenador y dirigente italiano de rugby que se desempeñaba como ala.

## Carrera
Debutó en la primera del Rugby Livorno 1931 en 1977 y jugó con él hasta 1982 cuando fue contratado por el poderoso Petrarca Rugby, jugó con éste hasta su retiro con apenas 30 años, en 1988.
Tras una carrera como entrenador que terminó en 2011, en la actualidad se desempeña como dirigente de la Federazione Italiana Rugby.

## Selección nacional
Fue convocado a la Azzurri por primera vez en noviembre de 1981 para enfrentar a Alemania, fue capitán en veinte ocasiones y disputó su último partido en diciembre de 1988 ante los Wallabies. En total jugó 42 partidos y marcó dos tries (8 puntos por aquel entonces).

### Participaciones en Copas del Mundo
Solo disputó una Copa del Mundo: Nueva Zelanda 1987 donde Italia resultó eliminada en la fase de grupos e Innocenti fue el capitán del seleccionado. En el partido debut; los italianos fueron destrozados por los All Blacks, anfitriones y posteriormente campeones del torneo, luego cayeron derrotados ante los Pumas y finalmente vencieron a los Flying Fijians.
| Mundial                       | Sede          | Resultado    | PJ | Tries |
| ----------------------------- | ------------- | ------------ | -- | ----- |
| Copa Mundial de Rugby de 1987 | Nueva Zelanda | Primera fase | 3  | 1     |

## Palmarés
- Campeón del Campeonato Nacional de Excelencia de 1983-84, 1984-85, 1985-86 y 1986-87.